# Гілі-Лейк (Аляска)
Гілі-Лейк (англ. Healy Lake) — переписна місцевість (CDP) в США, в окрузі Саутіст-Фейрбенкс штату Аляска. Населення — 24 особи (2020).

## Географія
Гілі-Лейк розташоване за координатами 64°0′38″ пн. ш. 144°40′43″ зх. д. / 64.01056° пн. ш. 144.67861° зх. д. (64.010457, -144.678658).  За даними Бюро перепису населення США в 2010 році переписна місцевість мала площу 194,36 км², з яких 172,91 км² — суходіл та 21,45 км² — водойми.

## Демографія
Згідно з переписом 2010 року, у переписній місцевості мешкало 13 осіб у 7 домогосподарствах у складі 3 родин. Густота населення становила 0 осіб/км².  Було 19 помешкань (0/км²).
Расовий склад населення:
| - 84,6 % — корінних американців - 15,4 % — білих |

До двох чи більше рас належало 0,0 %. Частка іспаномовних становила 0,0 % від усіх жителів.
За віковим діапазоном населення розподілялося таким чином: 7,7 % — особи молодші 18 років, 76,9 % — особи у віці 18—64 років, 15,4 % — особи у віці 65 років та старші. Медіана віку мешканця становила 41,5 року. На 100 осіб жіночої статі у переписній місцевості припадало 160,0 чоловіків;  на 100 жінок у віці від 18 років та старших — 200,0 чоловіків також старших 18 років.
Цивільне працевлаштоване населення становило 0 осіб. 